# Pilot ACE
Pilot ACE (/paɪlət eɪs/, чит. «Па́йлот э́йс» — бэкроним «лётчик-ас» (игра слов); от аббр. Pilot Automatic Computing Engine, с англ. — «опытная автоматическая вычислительная машина») — один из первых построенных в Великобритании компьютеров. Разрабатывался с 1945 по 1950 гг. и был построен отделом радиотехники совместно с отделом математики Национальной физической лаборатории для «национальных и зарубежных нужд». Исходно использовался по своему прямому назначению, главным образом, для автоматизации военных расчётов: фотограмметрических расчётов топогеодезических параметров при создании и корректировке топографических и специальных карт, артиллерийских расчётов и уточнения координат потенциальных целей, расчёта вибрационных характеристик крыльев и оперения в проектируемых военных летательных аппаратах и транспортно-логистических расчётов. Затем спектр применения расширился за счёт включения в набор операций расчётов количественных данных научного, промышленного и административного характера.

## История
Британская авиационная фоторазведывательная служба и сама практика использования фотоснимков местности для изготовления военных топографических карт находились ещё на стадии становления и требовали привлечения большого количества математиков и приложения значительных затрат труда и времени для расчёта вводных данных. Военным требовались программно-аппаратные средства для автоматизации этих и многих других расчётов, что и стало одной из главных причин для инициирования ими послевоенной национальной программы создания высокопроизводительных электронно-вычислительных средств.
Pilot ACE представлял собой опытный («пилотный» — отсюда и название) вариант компьютера ACE, спроектированного Аланом Тьюрингом. После того, как Тьюринг покинул Национальную физическую лабораторию (частично из-за разочарования по поводу отсутствия прогресса в постройке ACE), проект возглавил Джеймс Уилкинсон, а Гарри Хаски помогал в проектировании. Контракт на производство деталей для компьютера был размещён на инженерно-техническом подразделении Королевской почтовой службы. Машина была построена последней из трёх участвовавших в послевоенном проекте разработки высокопроизводительных электронно-вычислительных средств (конкуренцию НФЛ составляли Манчестерский университет с проектом Manchester Mk I и Кембриджский университет с проектом EDSAC), не в последнюю очередь из-за трудностей организационного характера, постоянной смены инженерно-технических кадров («текучки») и проволочек с поставкой необходимых деталей, так как Королевская почтовая служба, инженеры которой в годы Второй мировой войны работали над созданием первого британского военного компьютера Colossus, в первые послевоенные годы была занята восстановлением разрушенных в годы войны проводных телефонно-телеграфных коммуникаций. На последней стадии проектных работ к разработке Pilot ACE подключились группа инженеров компании English Electric под руководством Рональда Клайдена, которые используют полученные наработки в дальнейшем, при создании линейки компьютеров DEUCE. Королевский авиационный институт, выступавший одним из основных заказчиков расчётов (аэродинамических параметров проектируемых летательных аппаратов), выразил заинтересованность в приобретении аналогичной вычислительной машины для автоматизации работы персонала. На совещании исполнительного комитета НФЛ председателем совета директоров компании English Electric бароном Джорджем Нельсоном было принято соответствующее решение о начале производства серийной модели на базе Pilot ACE для удовлетворения потребностей государственных структур в вышеуказанных средствах автоматизации труда.

## Ввод в эксплуатацию
Pilot ACE выполнил свою первую программу 10 мая 1950 года и был представлен прессе в декабре того же года.
Изначально задумывавшийся как прототип, он позволил чётко понять, что компьютер обладает потенциально очень полезными возможностями, в особенности, учитывая малое количество вычислительных устройств в то время. После нескольких модернизаций с целью сделать его пригодным к эксплуатации в оперативном режиме он был запущен в работу в конце 1951 года и усиленно эксплуатировался в течение нескольких последующих лет для обработки заказов, получавшихся математическим отделом, — только за 1954 г. компьютер принёс лаборатории доход в сумме 24 тыс. £ (для сравнения: зарплата Тьюринга за год составляла 800 £) и постоянную занятость для 80 лаборантов. Всего за время эксплуатации Pilot ACE выручка лаборатории от выполненных заказов составила около 100 тыс. £. Pilot ACE прекратил работу в мае 1955 года (после замены на DEUCE) и был передан в лондонский Музей науки, где и находится по сей день.

## Операционно-технические характеристики
Pilot ACE содержал почти 800 вакуумных ламп и использовал в качестве основной памяти ртутные линии задержки. Первоначальный объём памяти был 128 слов по 32 бита каждое, но позже её расширили до 352 слов. В 1954 году был добавлен магнитный барабан объёмом в 4096 слов. Компьютер работал на проектной тактовой частоте 1 МГц и был самым быстродействующим британским компьютером того времени. Время выполнения инструкций сильно зависело от места их расположения в памяти, причиной чему была память на основе линий задержки. Операция сложения занимала от 64 до 1024 микросекунд.

## Дальнейшее применение наработок
Компьютер получил развитие в условно коммерческом варианте под названием DEUCE Mk I, сконструированном и продававшимся компанией English Electric. Себестоимость серийной модели составила 5 тыс. £. Аналогичную архитектуру имел компьютер PB-250 компании Packard Bell, что объясняется тем фактом, что его разработчик, Гарри Хаски, участвовал в работе над Pilot ACE в 1947 году.. Кроме того, Хаски разработал другой компьютер на основе Pilot ACE — G-15, производившийся серийно Bendix Corporation один из первых персональных компьютеров.